# Singularita (Star Trek: Enterprise)
Singularita (v anglickém originále Singularity) je epizoda seriálu Star Trek: Enterprise. Jde o devátý díl druhé řady pátého seriálu ze světa Star Treku.

## Děj
Posádka leží omráčená na palubě a T'Pol diktuje zprávu do svého deníku. Podle ní míří Enterprise k trojhvězdné soustavě s černou dírou. Nejbližší záchranná loď je devět dní daleko a i kdyby loď přečkala událost bez poškození, posádka by pravděpodobně nepřežila. Od této chvíle začíná popis předchozích událostí z pohledu T'Pol.
První příznaky potíží se objevily před dvěma dny, kdy Enterprise zamířila k trojhvězdné soustavě. Součástí soustavy je totiž černá díra a kapitán Archer se ji na doporučení T'Pol rozhodne prozkoumat. Do cílové vzdálenosti 5 milionů kilometrů to impulsní rychlostí potrvá dva dny, a tak každý řeší své osobní a pracovní problémy: Reed se snaží zavést nový bezpečnostní protokol, Archer píše předmluvu k biografii svého otce, Trip opravuje kapitánovo křeslo a Hoshi zaskakuje za nemocného kuchaře. Na ošetřovnu přichází praporčík Mayweather, kterého bolí hlava. Podle doktora Phloxe to nic vážného není, jenže postupem času provádí stále nová vyšetření a drží Travise na ošetřovně. Také zbytek posádky je zaměřen pouze na své problémy, a chová se podrážděně a agresivně. Jediná T'Pol není ovlivněna kvůli odlišné fyziologii vulkánců a pokusí se informovat kapitána. Ten ji ignoruje, takže se vulkánka vydá za Phloxem. Doktor přijde na to, že je posádka vystavena nebezpečnému záření, ale protože je také zasažen, vyloží si to jako Travisovu nemoc a chce mu operovat mozek. T'Pol ho nervovým chvatem omráčí, bohužel s nastalou situací mnoho nezmůže, jelikož je na ovládání celé lodi sama.
Příběh se vrací začátek. T'Pol vysvětlí situaci kapitánovi a aby tentokrát vnímal, dá mu studenou sprchu. Archer navrhne obrátit loď, ale to by posádku vystavilo na další dva dny radiaci. T'Pol vypočítá dráhu potřebnou k průletu soustavou a ta by zabrala pouze 17 minut, jenže k ovládání lodi potřebuje dalšího člověka. Travis je pod sedativy, úkolu se musí zhostit kapitán. Při průletu troskami se před Enterprise objeví obrovský asteroid. K překvapení Archera a T'Pol se spustí Malcolmův nový bezpečnostní protokol a zbraně se automaticky aktivují. T'Pol asteroid rozstřílí a Enterprise proletí do volného prostoru. Po krátkém ošetření se posádka vrací ke svým povinnostem a předchozí události naštěstí nebudou mít vliv na jejich zdraví. Archer oficiálně schválí Malcolmův bezpečnostní protokol a na oplátku mu Trip "opraví" křeslo.